# 吉長道
吉長道（きつちょう-どう）は中華民国北京政府により設置された吉林省の道。

## 沿革
1913年（民国2年）1月に設置、観察使は長春県に置かれ、下部に長春、吉林、伊通、濛江、農安、長嶺、舒蘭、樺甸、磐石、双陽、徳恵の11県を管轄した。1914年（民国3年）5月、観察使は道尹と改められ、翌月道尹公署は吉林県に移された。1929年（民国18年）2月に廃止されている。

## 行政区画
廃止直前の下部行政区画は下記の通り。（50音順）
- 伊通県
- 樺甸県
- 吉林県
- 舒蘭県
- 双陽県
- 徳恵県
- 長春県
- 長嶺県
- 農安県
- 磐石県
- 濛江県